# St. Johnstone Football Club 2020-2021
Questa voce raccoglie le informazioni riguardanti il St. Johnstone Football Club nelle competizioni ufficiali della stagione 2020-2021.

## Stagione
- In Scottish Premiership il St. Johnstone si classifica al quinto posto (45 punti), dietro all'Aberdeen e davanti al Livingston.
- In Scottish Cup batte in finale l'Hibernian (1-0) e vince per la seconda volta la coppa.
- In Scottish League Cup batte in finale il Livingston (1-0) e vince per la prima volta la coppa.

## Maglie e sponsor
| Casa | Trasferta |

## Rosa
| N. |                        | Ruolo | Calciatore            |
| -- | ---------------------- | ----- | --------------------- |
| 1  | Scozia (bandiera)      | P     | Zander Clark          |
| 2  | Scozia (bandiera)      | D     | Wallace Duffy         |
| 3  | Inghilterra (bandiera) | D     | Scott Tanser          |
| 4  | Scozia (bandiera)      | D     | Jamie McCart          |
| 5  | Scozia (bandiera)      | D     | Jason Kerr (capitano) |
| 6  | Scozia (bandiera)      | D     | Liam Gordon           |
| 7  | Scozia (bandiera)      | A     | Craig Conway          |
| 8  | Scozia (bandiera)      | C     | Murray Davidson       |
| 9  | Scozia (bandiera)      | A     | Chris Kane            |
| 10 | Canada (bandiera)      | C     | David Wotherspoon     |
| 11 | Scozia (bandiera)      | C     | Michael O'Halloran    |
| 12 | Inghilterra (bandiera) | P     | Elliot Parish         |

| N. |                             | Ruolo | Calciatore      |
| -- | --------------------------- | ----- | --------------- |
| 13 | Scozia (bandiera)           | C     | Craig Bryson    |
| 14 | Scozia (bandiera)           | A     | Stevie May      |
| 15 | Irlanda (bandiera)          | D     | Danny McNamara  |
| 16 | Scozia (bandiera)           | A     | Glenn Middleton |
| 17 | Israele (bandiera)          | A     | Guy Melamed     |
| 18 | Irlanda del Nord (bandiera) | C     | Ali McCann      |
| 19 | Scozia (bandiera)           | D     | Shaun Rooney    |
| 20 | Scozia (bandiera)           | A     | John Robertson  |
| 24 | Scozia (bandiera)           | D     | Callum Booth    |
| 26 | Scozia (bandiera)           | C     | Liam Craig      |
| 45 | Scozia (bandiera)           | P     | Ross Sinclair   |